# قشلاق (سنقر)
قشلاق (سنقر)، روستایی زیبا و دیدنی از توابع بخش مرکزی شهرستان سنقر در استان کرمانشاه ایران است مزارع آفتابگردان آن در دامنه کوه پرشکوه دالاخانی (سهیل) به‌ویژه در فصل بهار و تابستان چشم هر بیننده‌ای را می‌نوازد.و دارای مردم مهربان و خوب هستند .

## جمعیت
این روستا در دهستان پارسینه قرار دارد و براساس سرشماری مرکز آمار ایران در سال ۱۳۸۵، جمعیت آن ۵۰۱ نفر (۱۲۶خانوار) بوده‌است.